# Halticoptera
Halticoptera är ett släkte av steklar som beskrevs av Maximilian Spinola 1811. Halticoptera ingår i familjen puppglanssteklar.

## Bildgalleri

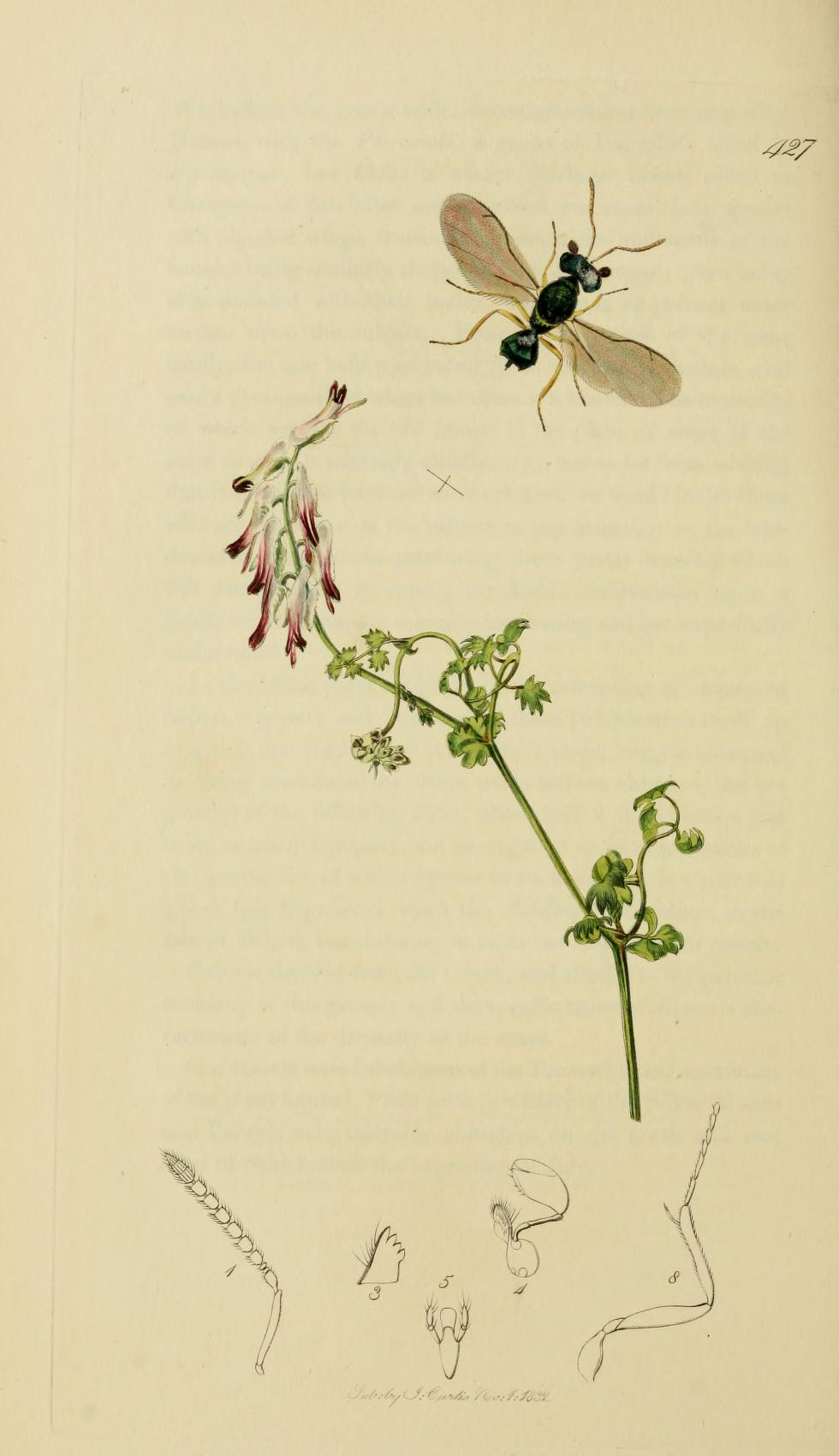

## Dottertaxa tillHalticoptera, i alfabetisk ordning[1][2]
- Halticoptera aegeriae
- Halticoptera aenea
- Halticoptera agaliensis
- Halticoptera andriescui
- Halticoptera arduine
- Halticoptera askewi
- Halticoptera atherigona
- Halticoptera aureola
- Halticoptera brevis
- Halticoptera brodiei
- Halticoptera circulus
- Halticoptera cleodoxa
- Halticoptera collaris
- Halticoptera corrusca
- Halticoptera crius
- Halticoptera cupreola
- Halticoptera daci
- Halticoptera dimidiata
- Halticoptera elongatula
- Halticoptera flavicornis
- Halticoptera gibbosa
- Halticoptera gladiata
- Halticoptera goodi
- Halticoptera helioponi
- Halticoptera herse
- Halticoptera hippeus
- Halticoptera imphalensis
- Halticoptera infesta
- Halticoptera laeta
- Halticoptera laevigata
- Halticoptera laticeps
- Halticoptera letitiae
- Halticoptera longipetiolus
- Halticoptera lorata
- Halticoptera luteipes
- Halticoptera lynastes
- Halticoptera mustela
- Halticoptera nigriscapus
- Halticoptera nobilis
- Halticoptera ovoidea
- Halticoptera patellana
- Halticoptera peruviana
- Halticoptera polita
- Halticoptera poreia
- Halticoptera propinqua
- Halticoptera rosae
- Halticoptera rotundata
- Halticoptera sariaster
- Halticoptera scaptomyzae
- Halticoptera semifrenata
- Halticoptera semireticulata
- Halticoptera smaragdina
- Halticoptera stella
- Halticoptera subpetiolata
- Halticoptera trinflata
- Halticoptera umbraculata
- Halticoptera violacea